# University Township

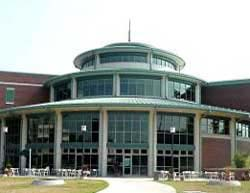
Millennium Student Center

Die University Township ist eine von 28 Townships im St. Louis County im Osten des US-amerikanischen Bundesstaates Missouri und Bestandteil der Metropolregion Greater St. Louis. Das U.S. Census Bureau hat bei der Volkszählung 2020 eine Einwohnerzahl von 30.969 ermittelt.
Die Township ist nach der auf deren Gebiet gelegenen University of Missouri–St. Louis benannt.

## Geografie
Die University Township liegt im inneren westlichen Vorortbereich von St. Louis. Der Mississippi, der die Grenze zu Illinois bildet, verläuft rund 8 km östlich.
Die University Township liegt auf 38° 40′ N, 90° 19′ W und erstreckt sich über 16,3 km².
Die University Township liegt im Osten des St. Louis County und grenzt östlich an die Stadt St. Louis. Innerhalb des St. Louis County grenzt die University Township im Süden an die Hadley Township, im Südwesten an die Clayton Township, im Westen an die Creve Coeur Township, im Norden und Nordwesten an die Midland Township sowie im Nordosten an die Normandy Township.

## Verkehr
Die Interstate 170, die westliche innere Umgehungsstraße von St. Louis, begrenzt die University Township nach Westen. Durch das südliche Zentrum der Township führt die Missouri State Route 340; parallel dazu verläuft weiter nördlich die Missouri State Route 180. Im Nordosten wird die Township durch die Missouri State Route 115 begrenzt. Bei allen weiteren Straßen innerhalb der Township handelt es sich um innerstädtische Verbindungsstraßen.
Durch die University Township führt die Red Line des MetroLink genannten Light rail-Nahverkehrssystems des Ballungsgebietes um St. Louis. Die Linie führt zum Lambert-Saint Louis International Airport.
Durch die University Township verläuft eine Eisenbahnlinie der Union Pacific Railroad von St. Louis in westlicher Richtung.

Der Lambert-Saint Louis International Airport liegt rund 10 km nordwestlich der University Township.

## Demografische Daten
Nach der Volkszählung im Jahr 2010 lebten in der University Township 34.281 Menschen in 14.128 Haushalten. Die Bevölkerungsdichte betrug 2103,1 Einwohner pro Quadratkilometer. In den 14.128 Haushalten lebten statistisch je 2,41 Personen.
Ethnisch betrachtet setzte sich die Bevölkerung zusammen aus 27,0 Prozent Weißen, 68,0 Prozent Afroamerikanern, 0,2 Prozent amerikanischen Ureinwohnern, 1,5 Prozent Asiaten sowie 0,8 Prozent aus anderen ethnischen Gruppen; 2,5 Prozent stammten von zwei oder mehr Ethnien ab. Unabhängig von der ethnischen Zugehörigkeit waren 2,1 Prozent der Bevölkerung spanischer oder lateinamerikanischer Abstammung.
23,9 Prozent der Bevölkerung waren unter 18 Jahre alt, 62,0 Prozent waren zwischen 18 und 64 und 14,1 Prozent waren 65 Jahre oder älter. 54,3 Prozent der Bevölkerung war weiblich.
Das mittlere jährliche Einkommen eines Haushalts lag bei 41.244 USD. Das Pro-Kopf-Einkommen betrug 24.538 USD. 15,7 Prozent der Einwohner lebten unterhalb der Armutsgrenze.

## Ortschaften
Die Bevölkerung der University Township lebt in folgenden Ortschaften:
Citys
- Pagedale
- Pine Lawn1
- University City2
- Wellston

Villages
| - Hanley Hills - Hillsdale - Uplands Park1 | - Velda Village Hills - Vinita Terrace |

1 – überwiegend in der Normandy Township

2 – teilweise in der Hadley und der Clayton Township